# 瑪麗亞·路易莎·加布里埃拉
瑪麗亞·路易莎·加布里埃拉（西班牙語：María Luisa Gabriela，1688年9月17日—1714年2月14日），西班牙王后，費利佩五世的第一任妻子。

## 生平
她是薩伏依公爵維托里奧·阿梅迪奧二世的女兒，母親是奧爾良公爵菲利普一世的女兒安妮-瑪麗。她的姐姐瑪麗-阿德萊德於1697年與路易十四的孫子小太子路易結婚，是日後的路易十五的母親。
1701年，瑪麗亞·路易莎·加布里埃拉與西班牙國王費利佩五世結婚。費利佩是路易十四的孫子，在西班牙哈布斯堡王朝絕嗣後被指定為卡洛斯二世的繼承人。然而奧地利哈布斯堡王朝亦主張擁有西班牙王位，西班牙王位繼承戰爭爆發。在費利佩五世因戰事離開西班牙期間，瑪麗亞·路易莎·加布里埃拉擔任西班牙的攝政。
1714年，瑪麗亞·路易莎·加布里埃拉因結核病去世，年僅25歲。死後葬在埃斯科里亞爾修道院。她的两个儿子先后继承西班牙王位，但都没有后嗣。